# Wybory parlamentarne w Wielkiej Brytanii w 2001 roku
Wybory parlamentarne w Wielkiej Brytanii, 2001, odbyły się 7 czerwca 2001 roku na terenie Zjednoczonego Królestwa Wielkiej Brytanii i Irlandii Północnej. Wybory wygrała rządząca Brytyjska Partia Pracy premiera Tony’ego Blaira.

## Wyniki wyborów
| Partia                                                | Mandaty | Zyskała | Straciła | +/− Z/S* | Głosy      | %    | +/–** |
| ----------------------------------------------------- | ------- | ------- | -------- | -------- | ---------- | ---- | ----- |
| Labour Party                                          | 413     | 2       | 8        | +6       | 10 724 953 | 40,7 | +2,5% |
| Conservative Party                                    | 166     | 9       | 8        | +1       | 8 357 615  | 31,7 | +0,1% |
| Liberal Democrats                                     | 52      | 8       | 2        | +6       | 4 814 321  | 18,1 | +1,5% |
| Scottish National Party                               | 5       | 0       | 1        | –1       | 464 314    | 1,8  | –0,2  |
| United Kingdom Independence Party                     | 0       | 0       | 0        | 0        | 390 563    | 1,5  | +0,1% |
| Ulster Unionist Party                                 | 6       | 1       | 5        | –4       | 216 839    | 0,8  | 0,0%  |
| Plaid Cymru                                           | 4       | 1       | 1        | 0        | 195 983    | 0,7  | –0,2% |
| Demokratyczna Partia Unionistyczna                    | 5       | 3       | 0        | +3       | 181 999    | 0,7  | 0,4%  |
| Sinn Féin                                             | 4       | 2       | 0        | +2       | 175 933    | 0,6  | 0,3%  |
| Social Democratic and Labour Party                    | 3       | 0       | 0        | 0        | 169 865    | 0,5  | 0,0%  |
| Green Party of England and Wales                      | 0       | 0       | 0        | 0        | 166 477    | 0,6  | –0,3% |
| niezależni                                            | 0       | 0       | 1        | –1       | 97 070     | 0,4  | +0,3% |
| Scottish Socialist Party                              | 0       | 0       | 0        | 0        | 72 516     | 0,3  | –     |
| Socialist Alliance                                    | 0       | 0       | 0        | 0        | 57 553     | 0,2  | –     |
| Socialist Labour Party                                | 0       | 0       | 0        | 0        | 57 288     | 0,2  | 0,0%  |
| British National Party                                | 0       | 0       | 0        | 0        | 47 129     | 0,2  | +0,1% |
| Alliance Party of Northern Ireland                    | 0       | 0       | 0        | 0        | 28 999     | 0,1  | –0,1% |
| Independent Kidderminster Hospital and Health Concern | 1       | 1       | 0        | +1       | 28 487     | 0 1  | –     |
| Liberal Party                                         | 0       | 0       | 0        | 0        | 13 685     | 0,1  | 0,0%  |
| UK Unionist Party                                     | 0       | 0       | 1        | –1       | 13 509     | 0,1  | +0,1% |